# ダッカメトロ
ダッカメトロ（ベンガル語: ঢাকা মেট্রো）は、バングラデシュの首都であるダッカで建設が承認されたメトロ鉄道システムである。現在は6号線のみが開業している。ダッカ都市交通会社（DMTCL：Dhaka Mass Transit Company Limited）により保有・運営されている。

## 概要
独立したBRT （バスラピッドトランジット）システムとともに、都市全体で日常的に発生する極端な交通渋滞が世界で最も酷い都市の1つであるダッカの渋滞を緩和することが長い間求められてきた。これは、政府機関であるダッカ運輸調整局（DTCA）によって概説された20年間の戦略的運輸計画（STP）の一部である。
建設は2016年6月26日に開始され、2022年12月28日に6号線が一部区間で開業した。工事はイタリアンタイデベロップメントパブリックカンパニーリミテッドとシノハイドロコーポレーションリミテッドJVによって行われ、東急建設が車両基地の造成を行い、JICAはプロジェクト支援として18,594.48カロールタカを提供した。

## 車両
川崎重工業車両カンパニー製のステンレス車体で、20m級6両編成が24編成製作される。

## 路線

### 営業中
- 6号線

### 建設中
- 1号線（ベンガル語版）

### 計画中
- 2号線
- 4号線
- 5号線（英語版）